# Kanaltal

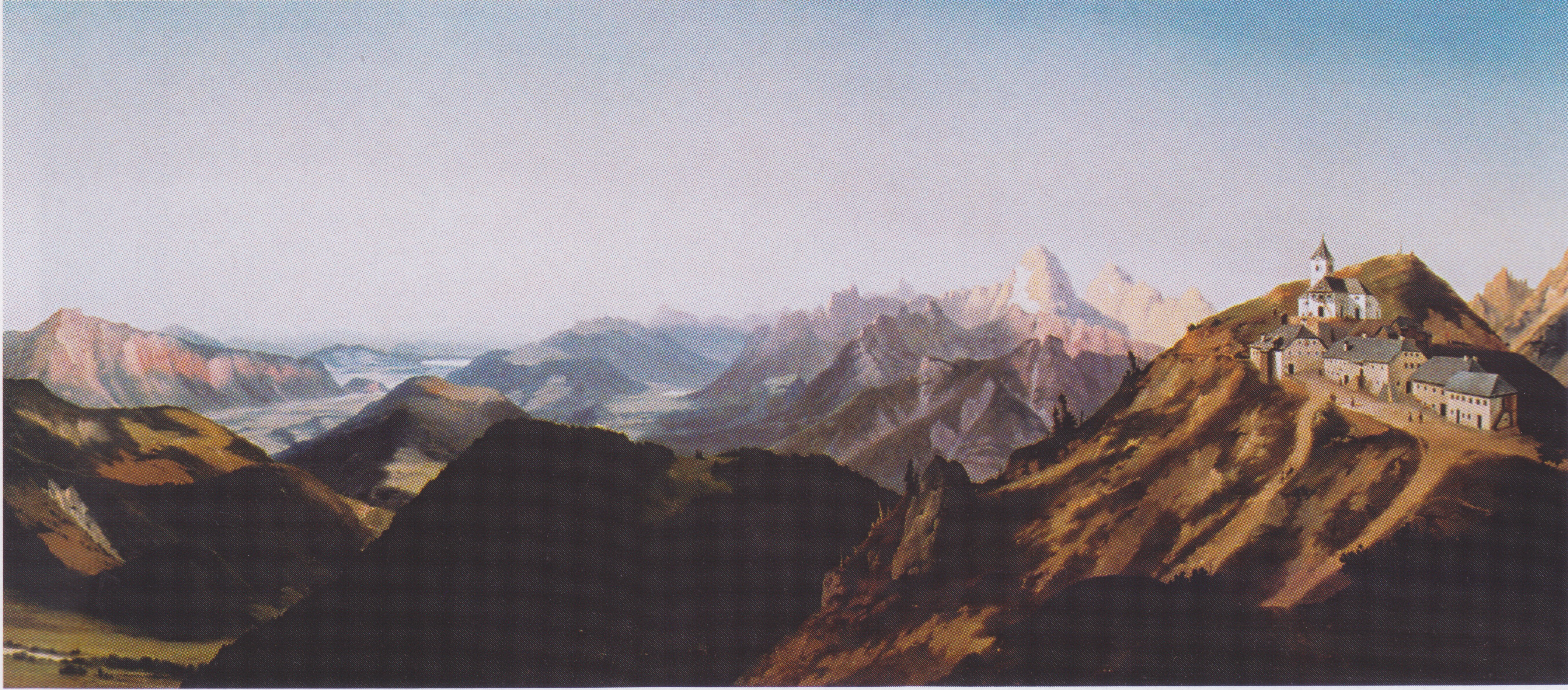
Markus Pernhart, Gebirgspanorama mit Maria Luschari im Kanaltal, Öl auf Leinwand

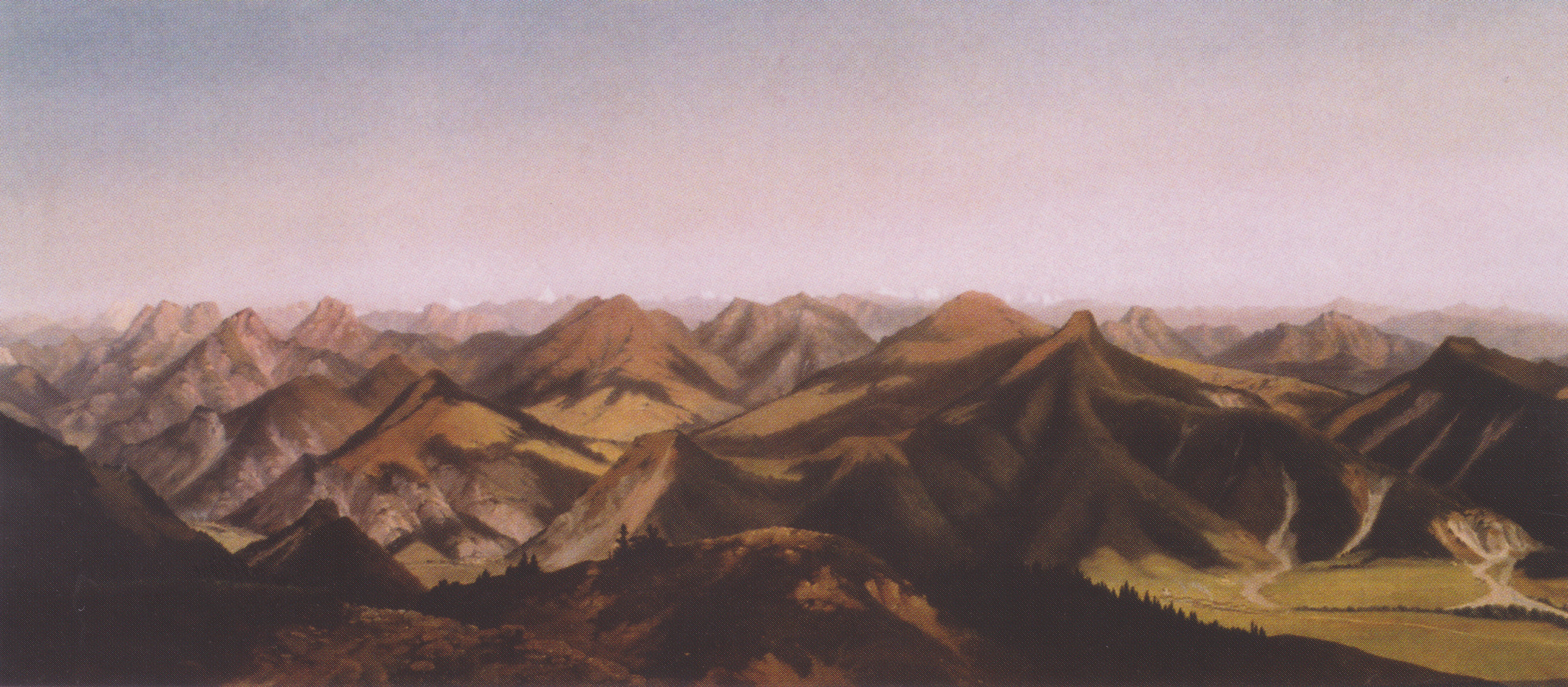
Markus Pernhart, Gebirgspanorama vom Luschariberg mit dem Kanaltal, Öl auf Leinwand

Das Kanaltal, italienisch Val Canale, furlanisch Val Cjanâl, slowenisch Kanalska dolina, ist eine zu Italien und teilweise zu Österreich gehörende, 23 km lange Talung im Dreiländereck Italien-Österreich-Slowenien mit dem Zentrum Tarvis. Das Kanaltal trennt die Karnischen von den Julischen Alpen und den Karawanken. Es grenzt im Norden an Österreich, im Osten an Slowenien und geht im Süden in das Canal del Ferro (Fella- oder Eisental, Dolina Bele) über. Der westliche Teil entwässert über die Fella in die Adria. Bei Saifnitz (it. Camporosso) liegt auf einer Höhe von 816 m s.l.m. die unscheinbare Saifnitzer Wasserscheide (Sella di Camporosso). Östlich dieser Talwasserscheide entwässert das Kanaltal über die Gailitz ins Schwarze Meer. Dort erstreckt sich das Kanaltal bis etwa Thörl-Maglern oder Arnoldstein.

## Lage und Landschaft

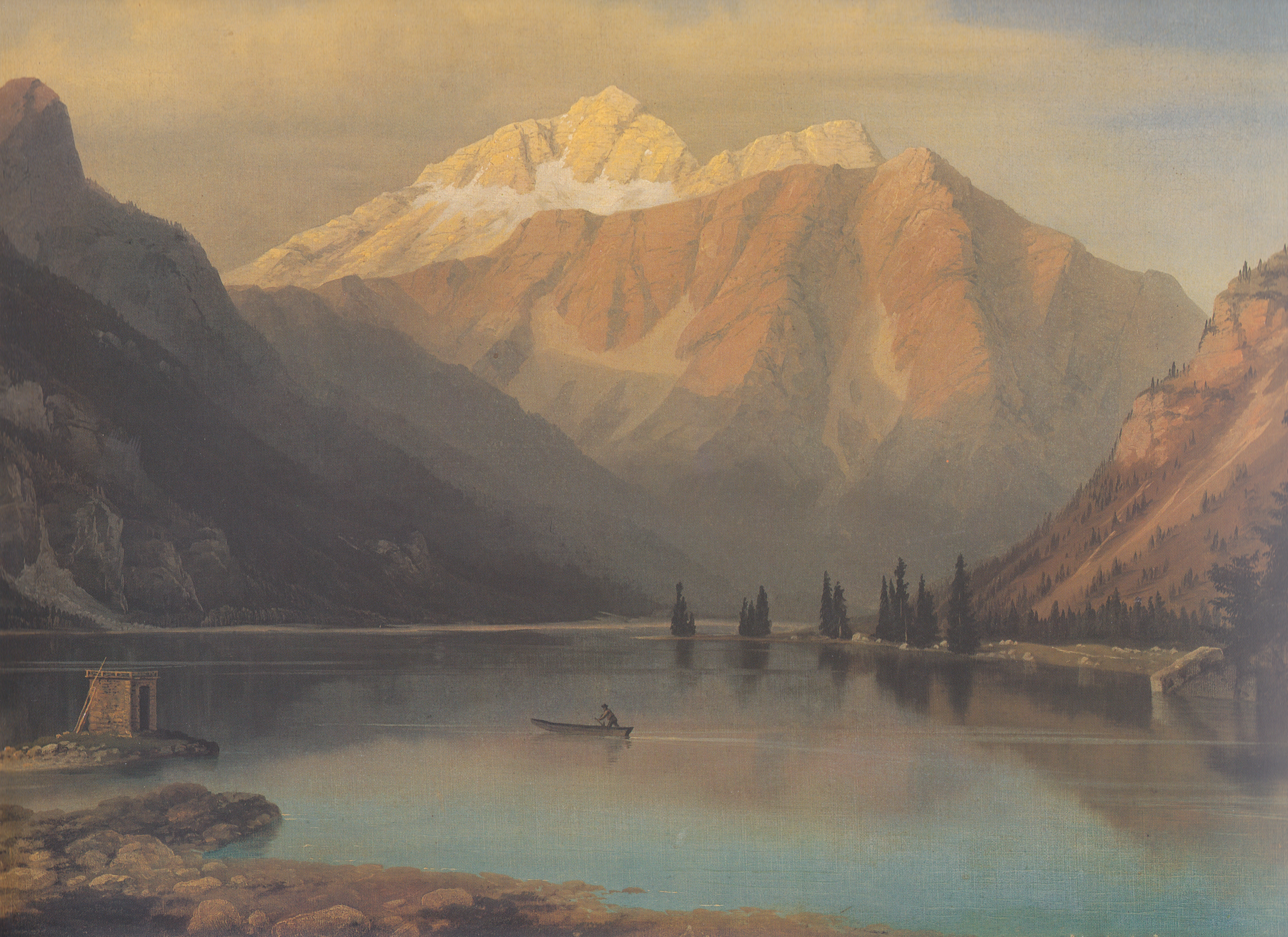
Markus Pernhart, Raiblersee, Öl auf Leinwand

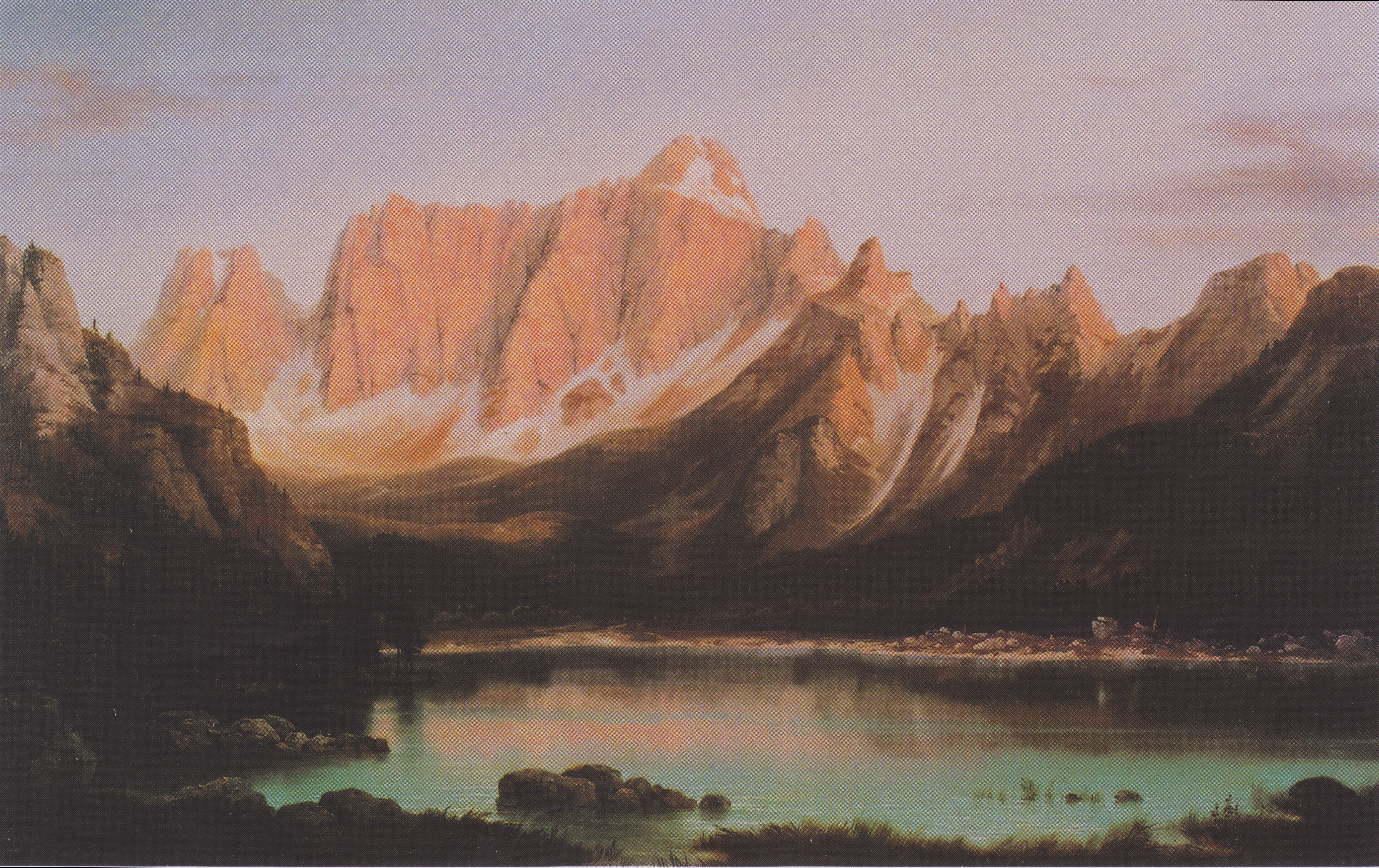
Markus Pernhart, Weißenfelsersee mit Mangart, Öl auf Leinwand

### Orte im Kanaltal und Seebachtal
Die Ortschaften des Kanaltales sind von Osten nach Westen:
- Fusine laghi (Weißenfelser Seen, slowenisch: Pri Jalnu)
- Fusine in Valromana (Weißenfels, Fužine/Bela Peč)
- Aclete (Aichleiten, Ahlete)
- Ortigara in Valromana (Nesseltal, Koprivnik)
- Coccau (Goggau, Kokovo)
- Rutte (Greuth, Rute) und Umgebung
- Plezzut (Flitschl, Fličl)
- Riofreddo (Kaltwasser, Mrzla voda)
- Muda (Mauth, Muta)
- Cave del Predil (Raibl, Rabelj)
- Tarvisio (Tarvis, Trbiž)
- Lussari (Luschari, Zamline)
- Camporosso (Saifnitz, Žabnice)
- Monte Lussari (Luschariberg, Svete Višarje) (Wallfahrtsort)
- Valbruna (Wolfsbach, Ovčja vas) (im Valle Saisera, slowenisch: Zajzera)
- Ugovizza (Uggowitz, Ukve)
- Malborghetto Valbruna (Malborgeth, Naborjet)
- Cucco (Gugg, Kuk)
- Bagni di Lusnizza (Lussnitz, Lužice) und Santa Caterina (St. Kathrein, Šentkatrija)
- San Leopoldo Laglesie (Leopoldskirchen, Dipalja vas)
- Pontebba (Pontafel, Tablja). Durch Pontebba verlief bis 1918 die Staatsgrenze zwischen Österreich und Italien.
- Studena alta (slowenisch: Gornja Studena)
- Studena bassa (slowenisch: Dolnja Studena)

## Geschichte und Kultur

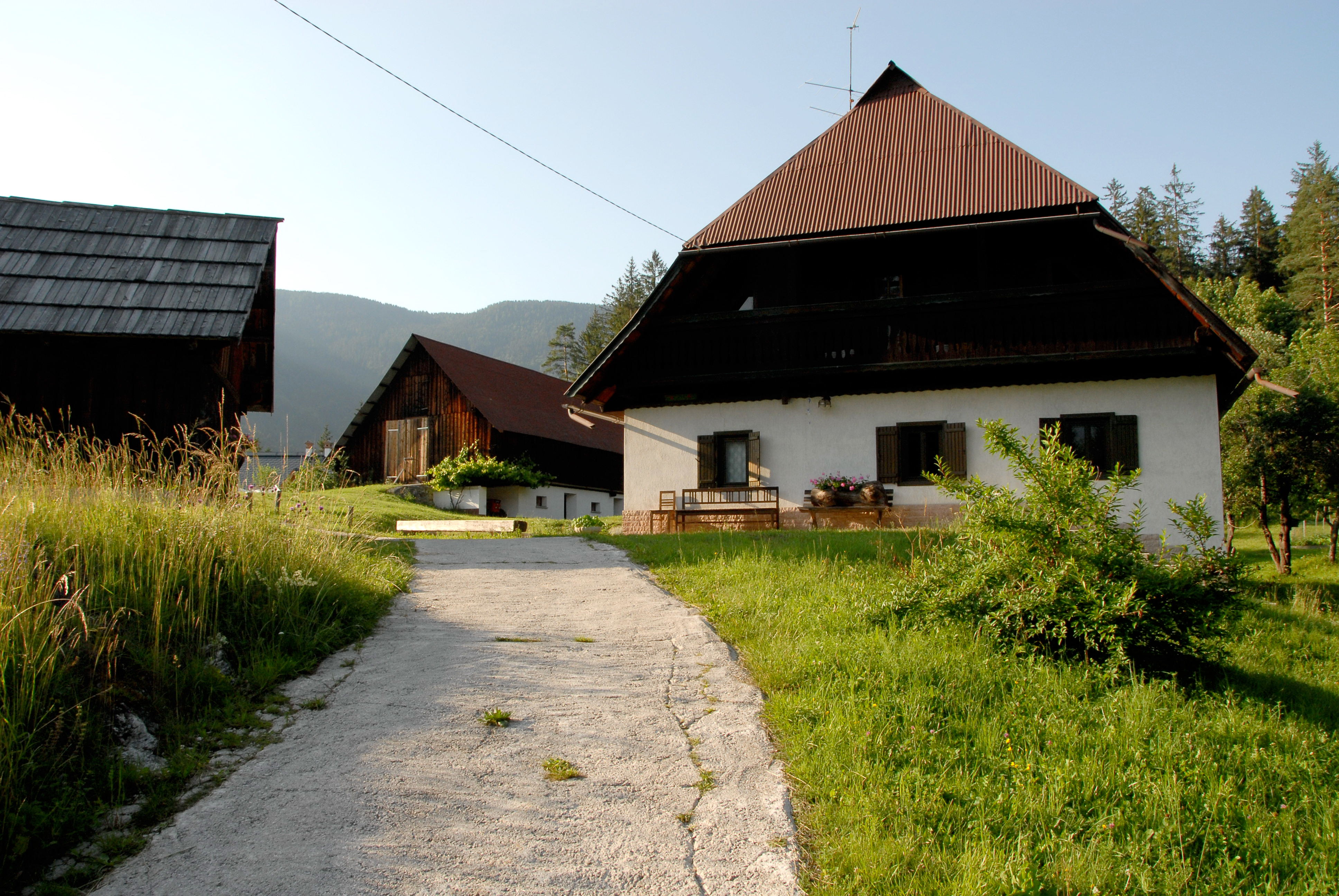
Ländlicher Baustil im Dorf Oltreacqua (Überwasser) in Rutte Grande (Groß Greuth) bei Tarvis

Das Kanaltal im nördlichen Friaul ist eine für den Alpenraum einzigartige Region. Alle drei großen europäischen Sprachfamilien – germanisch, romanisch und slawisch – treffen dort direkt aufeinander. Österreicher, Slowenen und Friulaner leben hier seit Jahrhunderten zusammen.

### Wortherkunft
Der Name Kanaltal hat seine Wurzeln im friulanischen Wort Chianâl oder Cjanâl, welches für schlauchartige Täler (Berggräben) steht.

### Territoriale Zugehörigkeit

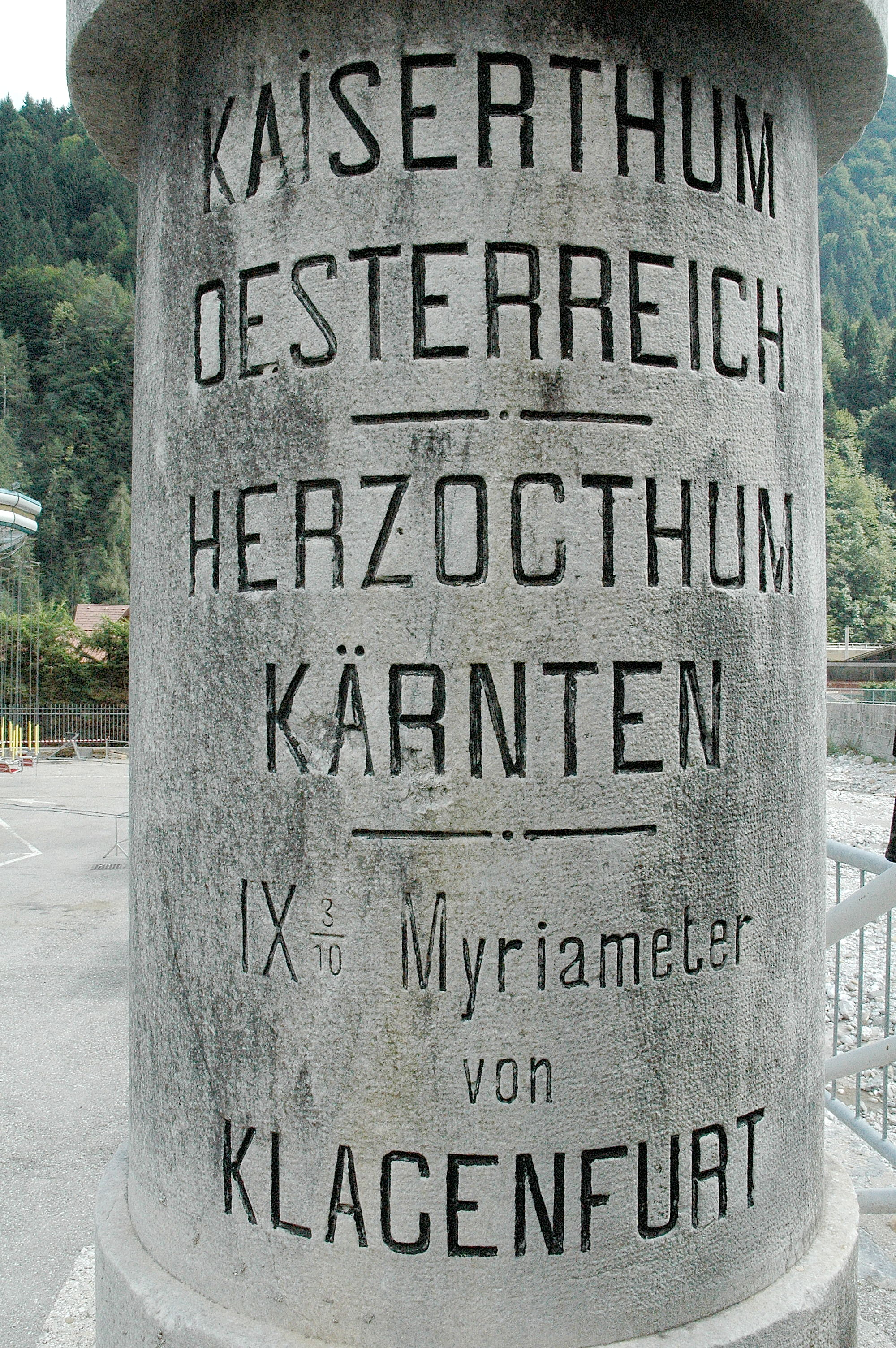
Myriameterstein aus dem frühen 19. Jh. auf der Brücke über den Pontebbana-Bach, der 1866–1918 die Grenze zwischen Pontebba (Italien) und Pontafel (Österreich-Ungarn, jetzt Ortsteil von Pontebba) darstellte, 9,3 Mm = 93 km von Klagenfurt entfernt.

Nach der Auflösung des Herzogtums Kärnten im frühen Spätmittelalter gehörte das Kanaltal dem Hochstift Bamberg, später den Habsburgern. Noch im Jahr 1910 hat es praktisch keine italienischen Einwohner im Kanaltal gegeben. Das Gebiet war bis 1918 mancherorts mehrheitlich slowenisch, mancherorts mehrheitlich deutsch besiedelt und gehörte innerhalb des Kaisertums Österreich bzw. von Österreich-Ungarn zu Kärnten. Nach dem Ende des Ersten Weltkriegs wurde es durch den Vertrag von Saint-Germain zusammen mit dem Tal von Weissenfels (Fusine, slowenisch: Fužine) sowie dem Bergbauort Raibl (slowenisch: Rabelj) Italien zugesprochen. Es gehört heute zur Region Friaul-Julisch Venetien.

### Auswanderung

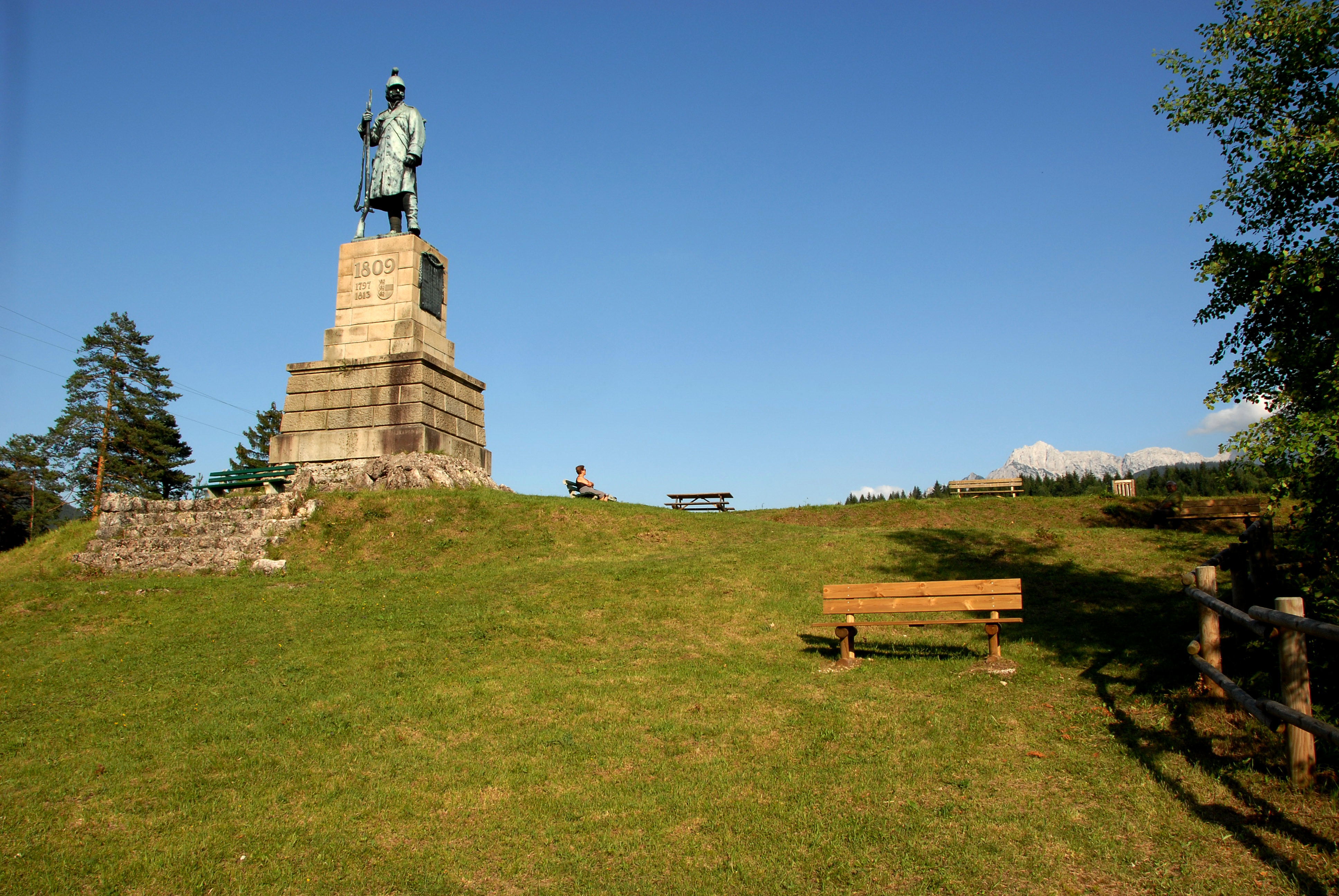
Monument im Tarviser Ortsteil Boscoverde (Grünwald) zur Erinnerung an Napoleons Feldzüge 1797, 1809 und 1813

Die Richtlinien für die Rückwanderung der Reichsdeutschen und Abwanderung der Volksdeutschen aus Südtirol in das Deutsche Reich (siehe Option in Südtirol) vom 21. Oktober 1939 fand auch auf die Volksdeutschen des gemischtsprachigen Territoriums von Tarvis (Provinz Udine) Anwendung. Dabei entschieden sich 98 % der deutsch- sowie 91 % der slowenischsprachigen Kanaltaler für eine Abwanderung in das Deutsche Reich.
Während in Südtirol infolge circa 30 % tatsächlich das Land verließen, betrug der Prozentsatz der Abgewanderten im Kanaltal etwa 71 %.
Von 5.700 Auswanderern sprachen in etwa 5.600 deutsch und 100 slowenisch. So kam es dazu, dass über 80 % der deutschsprachigen Kanaltaler umgesiedelt wurden, während die slowenischsprachigen Kanaltaler nur unerhebliche Abwanderungsverluste erlitten (etwa 2 %).
Die meisten Umgesiedelten kamen nach Kärnten: 2.700 nach Villach, 1.500 nach Klagenfurt, 500 nach Sankt Veit an der Glan, Feldkirchen und Friesach. Ins steirische Knittelfeld kamen auch 500 und weitere 500 wurden in sonstige Orte umgesiedelt. In Klagenfurt-Waidmannsdorf und Villach-Lind erinnern heute noch die damals eigens errichteten Kanaltalersiedlungen an die Umsiedlung. Zurück blieben ca. 2.500 Kanaltaler. Davon waren etwa ein Drittel Deutschsprachige und zwei Drittel Slowenischsprachige. Nur ca. 20 von 5.700 ausgewanderten Kanaltalern kamen nach dem Zweiten Weltkrieg ins Kanaltal zurück, obwohl das Optantendekret von 1948 den umgesiedelten Kanaltalern die Möglichkeit bot, in die Heimat zurückzukehren und die italienische Staatsbürgerschaft wiederzuerwerben.
Die heutige deutsch- und slowenischsprachige Minderheit geht im Wesentlichen auf die nichtausgesiedelten Kanaltaler zurück: Bei einer Gesamtbevölkerung von rund 8.000 wird ihr Anteil mit 20 Prozent angegeben.

### Heutige Sprachen

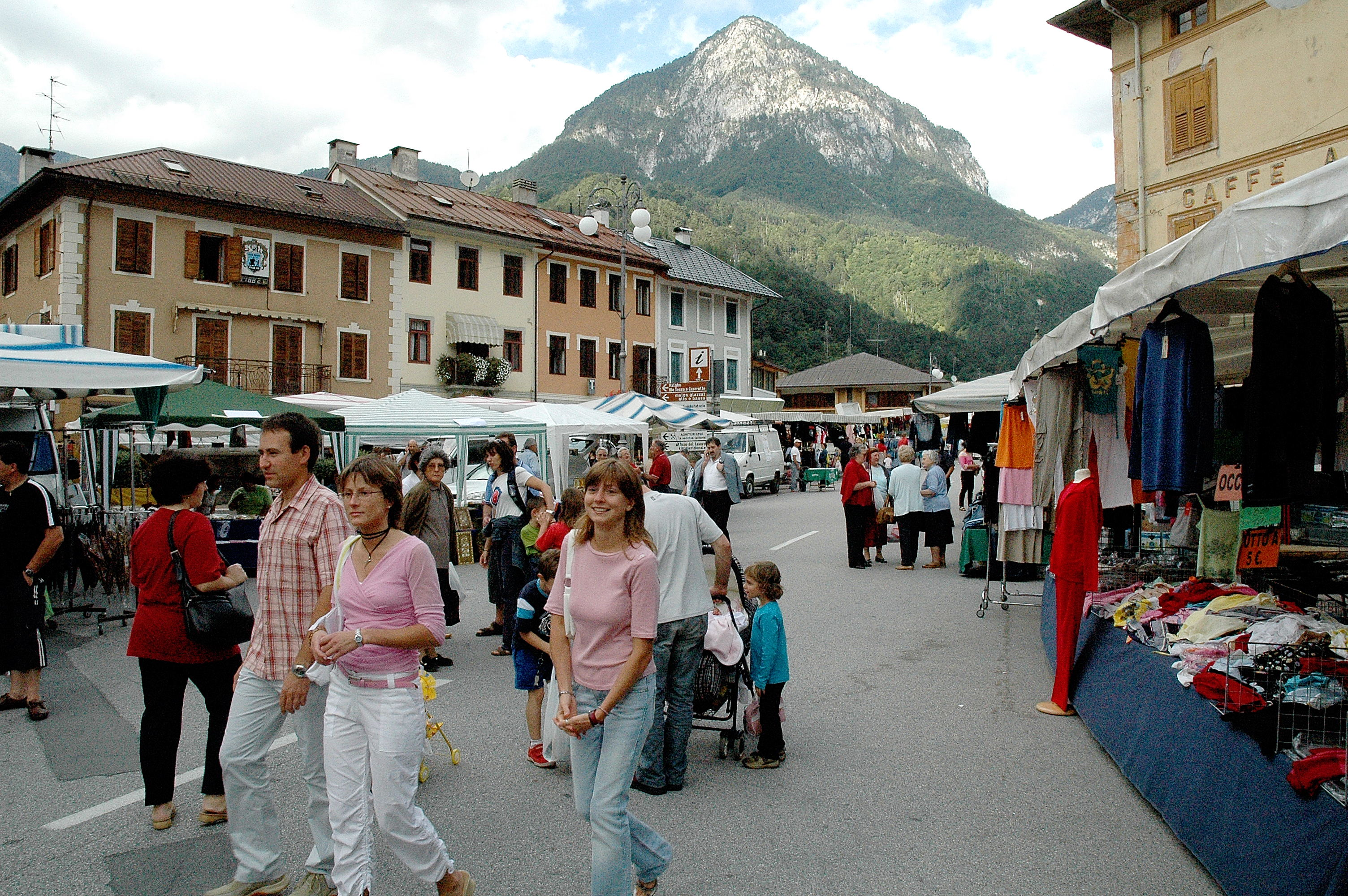
Markttag in Pontebba zu Mariä Geburt am 8. September

Die deutsch- oder slowenischsprachigen Kanaltaler sprechen ihre Muttersprache im jeweiligen Soziolekt/Dialekt. Das Deutsche wird als Oberkärntnerisch der Villacher Gegend, das Slowenische als Gailtaler Dialekt (Zilja, ziljščina) gesprochen. Italienisch ist die offizielle Landessprache und Tarvis das Zentrum der Italienischsprachigen.
Die rein deutschsprachigen Schulen (Goggau, Tarvis, Malborgeth, Pontafel) und slowenisch-/deutschsprachigen (Saifnitz, Uggowitz, Leopoldskirchen) des 19. Jahrhunderts sind Vergangenheit. Während des Faschismus gab es nur Italienisch als Unterrichtssprache. Nach 1945 genehmigte man einigen Volksschulen den Deutschunterricht als Freigegenstand am Nachmittag. 1973 wurde der zunächst auf einheimische Kinder beschränkte Deutschunterricht auf alle schulpflichtigen Kinder erweitert. Mittlerweile wird Deutsch allen Kindern im Vormittagsunterricht angeboten (1 bis 2 Wochenstunden). In Uggowitz (Ugovizza) findet seit 1982 slowenischer Nachmittagsunterricht statt.

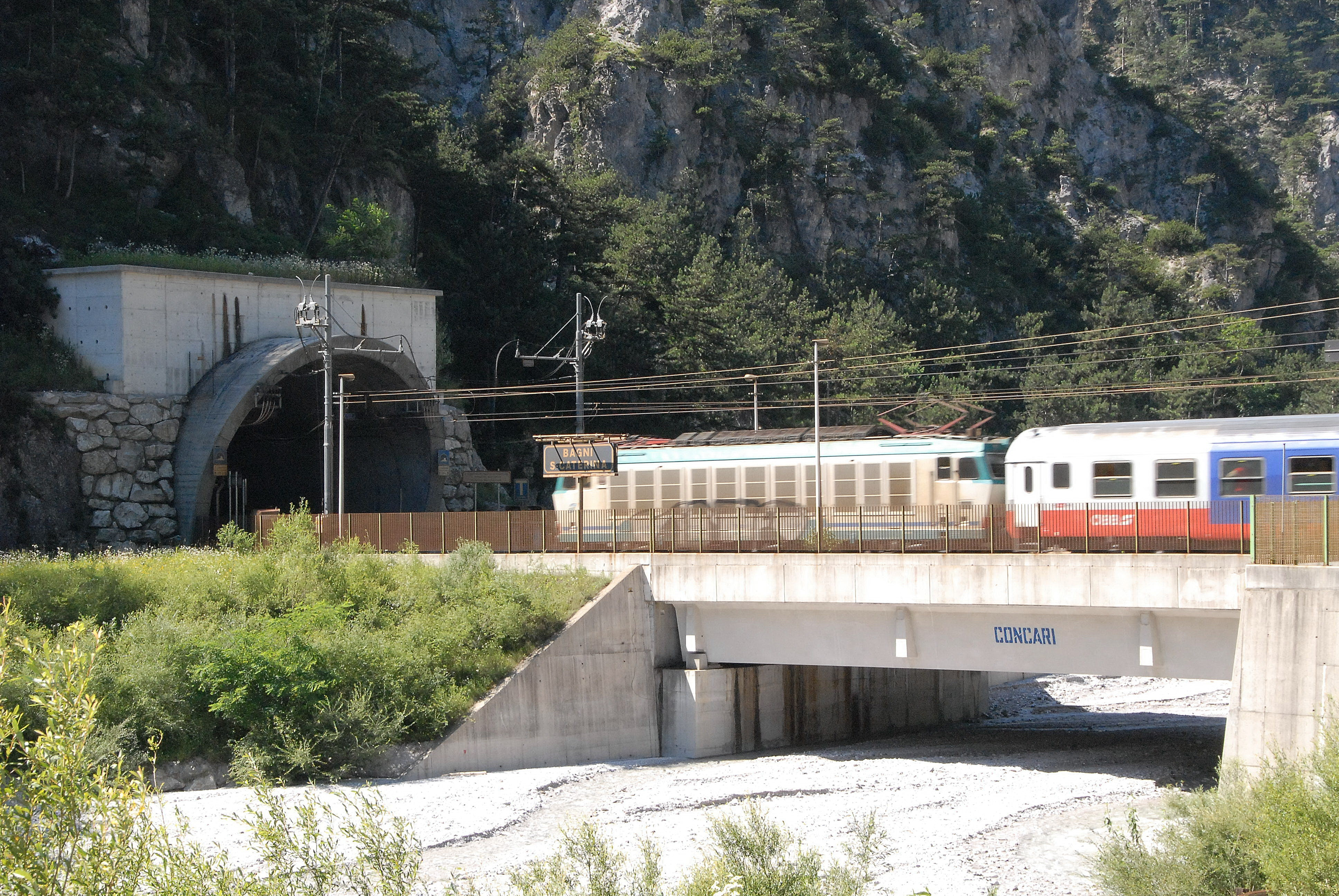
Eisenbahnstrecke Pontebbana bei Bagni Santa Caterina

## Verkehrsverbindungen
Durch das Kanaltal verläuft eine wichtige Bahn- und Straßenverbindung (Eisenbahn: Pontebbana; Autobahn A23/E55 von Villach nach Udine) von Österreich nach Italien; seit der EU-Osterweiterung verläuft hier eine der Haupttransportachsen Mitteleuropas von Rom, Bologna und Venedig nach Wien, Prag und Budapest, und eine der großen Alpentransitachsen.
Ab dem 19. Jahrhundert war die moderne Verkehrserschließung von entscheidender wirtschaftlicher Bedeutung: Der Bau der Eisenbahn Laibach–Tarvis wurde 1872 vollendet (1966 wurde die grenzüberschreitende Teilstrecke Jesenice (Aßling)–Tarvis stillgelegt); die Eisenbahnlinie Villach–Tarvis wurde 1873 fertiggestellt und Tarvis–Udine 1879. Der Autobahnbau der A23 von 1973 bis 1986 mit der Errichtung von 49 Brücken und 18 Tunnels belastete das Tal zusätzlich. Der Bau der Hochleistungseisenbahn Pontebbana von Udine bis zur österreichischen Grenze (94 km) mit 13 Tunnels (Gesamtlänge 46 km, das sind 48 % der Strecke) wurde im Jahr 2000 abgeschlossen.
An der Grenze Italien–Österreich bestehen aufgrund des Schengen-Vertrags bereits seit dem 1. April 1998 keine Grenzkontrollen mehr, am 21. Dezember 2007 wurden sie auch an der Grenze Italien–Slowenien aufgelassen.

## Sehenswürdigkeiten

### Museo della Foresta
1988 wurde das Waldmuseum eröffnet, das an der A23 Udine-Tarvis liegt. Es hat den Wald um Tarvis, der 24.000 Hektar Fläche einnimmt, zum Thema. Umgeben ist das Museum von einem botanischen Garten, der die typischen Pflanzen dieser Region beherbergt.

### Slowenisches Kulturzentrum Planika / Slovensko kulturno središče Planika / Centro Culturale Sloveno Stella Alpina
Im Februar 1997 vereinigten sich einheimische Kulturträger (Mitglieder des slowenischen Vereins „Slovensko društvo Planika“, der Außenstelle der Musikgesellschaft „Glasbena matica“, der Musikschule „Tomaž Holmarj“ im Kanaltal, der Fonds für slowenische Kultur „Sklad za slovensko kulturo Ponce“ sowie einige engagierte Persönlichkeiten) und gründeten das slowenische Kulturzentrum Planika Slovensko kulturno središče Planika v Kanalski dolini. Dies ermöglichte es, das Kulturangebot im Kanaltal / Kanalska dolina zu strukturieren, zu erweitern, qualitativ zu verbessern und attraktiv für ein weiteres Publikum zu gestalten.
Das Kulturzentrum Slovensko kulturno središče Planika wird seit dem 21. Juni 2002 von der autonomen Region Friaul-Julisch Venetien (italienisch Friuli-Venezia Giulia, furlanisch Friûl-Vignesie Julie, slowenisch Furlanija-Julijska krajina) als Einrichtung von erstrangiger Bedeutung für die slowenische Volksgruppe in Italien anerkannt.

## Medien
- Hans Schabus: Val Canale. (unikum.ac.at)